# Made in China 2025
Made in China 2025 (chữ Hán giản thể: 中国制造2025) là một kế hoạch chiến lược của Trung Quốc được công bố bởi Thủ tướng Trung Quốc Lý Khắc Cường và Quốc vụ viện nước Cộng hòa Nhân dân Trung Hoa vào tháng 5 năm 2015. Trung tâm Nghiên cứu Chiến lược và Quốc tế (CSIS) mô tả nó như là một "sáng kiến để nâng cấp toàn diện ngành công nghiệp Trung Quốc" lấy cảm hứng trực tiếp từ Công nghiệp 4.0 của Đức.
Đây là một nỗ lực để chuyển dịch nền sản xuất của Trung Quốc lên cao hơn trong chuỗi giá trị. Các mục tiêu bao gồm việc tăng tỷ trọng sản phẩm nội địa của một số ngành công nghiệp trọng yếu lên 40% vào năm 2020 và 70% vào năm 2025. Kế hoạch này tập trung vào các lĩnh vực công nghệ cao bao gồm cả ngành công nghệ dược phẩm hiện đang kiểm soát bởi các công ty nước ngoài.
Hội đồng quan hệ đối ngoại (CFR) tin rằng đây là “một mói đe dọa thực sự đến vị thế dẫn đầu nền công nghệ của Mỹ”. Chính phủ của Thủ tướng Lý Khắc Cường duy trì quan điểm rằng kế hoạch này phù hợp với các nghĩa vụ đối với WTO của Trung Quốc.
Vào ngày 15 tháng 6 năm 2018, chính quyền của Donald Trump đã áp đặt mức thuế cao với hàng hóa của Trung Quốc, vụ việc căng thẳng này đã leo thang thành chiến tranh thương mại Mỹ-Trung. Danh sách thuế quan trọng tập trung vào các sản phẩm được đưa vào kế hoạch Made in China 2025, bao gồm các sản phẩm liên quan đến CNTT và robot.